# Кузнецов, Михаил Павлович (архитектор)
Михаил Павлович Кузнецов (1 мая 1902, Москва — 20 марта 1976, Москва) — советский архитектор. Лауреат Сталинской премии (1951).

## Биография
Михаил Кузнецов родился в Москве 1 мая 1902 года. Принимал участие в Гражданской войне. Поступил на керамический факультет Вхутемаса-Вхутеина, затем перешёл на архитектурный факультет. Среди его преподавателей были братья Веснины, братья Голосовы, И. В. Жолтовский, А. В. Щусев, К. С. Мельников, В. Ф. Кринский. В 1929 году окончил Вхутеин. Входил в состав бригады САСС (Сектор архитекторов социалистического строительства; вместе с П. А. Александровым и Л. Н. Павловым). Член Союза архитекторов СССР с 1937 года. Член КПСС с 1941 года. Участвовал в Великой Отечественной войне. После войны работал главным архитектором проекта треста «Текстильпроект». Умер в Москве 20 марта 1976 года.

## Основные работы
- Проект социалистического расселения при Магнитогорском комбинате (1930; в составе бригады ОСА под руководством И. Л. Леонидова)[3]
- Фабрика КРАФ в Софрине под Москвой (1930)[3]
- Проект планировки Чарджуя (1931; в составе авторской бригады)[3]
- Проект Дворца Советов в Москве (1931; в составе бригады САСС)[3]
- Центральный аэровокзал в Тушине (1932; совместно с В. А. Лобовым)[3]

## Награды
- Сталинская премия третьей степени (1951) — за разработку большепролётного шедового покрытия и способа его выведения (в составе коллектива)[4]
- Отличник текстильной промышленности[1]
- медали[1]

## Семья
Сын — Всеволод Михайлович Кузнецов (род. 1938) — поэт, переводчик, прозаик, публицист.